# José Carreras
José Carreras, katalán nevén Josep Maria Carreras i Coll (Barcelona, 1946. december 5.) Grammy-díjas katalán operaénekes, a Három Tenor egyike.

## Élete
José Carreras Barcelonában, Katalónia fővárosában született. Tehetségét korán felismerték, 5 évesen egy katalán rádióállomás adásában szerepelt, 11 évesen pedig fellépett a barcelonai Teatro Liceu színpadán. A gyermek szerepét énekelte Manuel de Falla Pedro mester bábszínháza című művében. Fiatal korában eredetileg vegyésznek készült, de hamar rájött, hogy inkább a konzervatóriumba szeretne beiratkozni. 1971-ben az olaszországi Parmában megnyerte a nemzetközi Verdi-énekversenyt. Első helyezése után Carlos Caballé (Montserrat Caballé testvére) lett a menedzsere, és hamarosan megnyíltak előtte a világ operaházai. Énekelt többek között a londoni Covent Gardenben, a budapesti Operaházban, a New York-i Metropolitanben, a bécsi Operaházban, a milánói Scalában, és még sokáig lehetne folytatni a sort. Több operafilmet is forgatott. Karrierje töretlenül ívelt fölfelé, egészen 1987. július 14-ig, amikor is éppen Párizsban tartózkodva a Bohémélet filmforgatása alatt megtudta, hogy akut leukémiában szenved. Hosszas franciaországi, spanyolországi és amerikai gyógykezelés következett – mialatt természetesen nem szerepelt sehol –, egészen 1988 nyaráig. 
Gyógyulása után 1988. július 21-én lépett fel újra, a barcelonai Diadalív előtti téren. Hatalmas tömeg ünnepelte a visszatérő művészt, aki a Vinceró (győzni fogok) című Kalaf-áriával fejezte be koncertjét, Giacomo Puccini Turandot című operájából. Ezután minden ott folytatódott, ahol 1987-ben megszakadt: José Carreras azóta is a világ leghíresebb operaénekesei közé tartozik. Két kollégájával, az olasz Luciano Pavarottival és a spanyol Plácido Domingóval együtt több koncertet adott a világ különböző városaiban, Három Tenor néven. Első közös koncertjükre 1990 nyarán a római Terme di Caracallában került sor, a futball-világbajnokság döntője előtt. 
José Carreras többször járt Magyarországon, kedvenc partnerei között találjuk Házy Erzsébetet, Andor Évát, Tokody Ilonát, Marton Évát és Rost Andreát is. Több ízben kirándulást tett a könnyűzene műfajába is, Kiri Te Kanawával felvették  Leonard Bernstein West Side Story című musicaljét. 1992-ben a barcelonai Olimpiai Játékok nyitóünnepségén spanyol kollégáival együtt fellépett, operaslágereket énekeltek nagy sikerrel. Ugyanebben az évben nyitotta meg kapuit a sevillai Teatro de la Maestranza', ahol szintén spanyol kollégáival együtt énekelt híres operaáriákat és zarzuela-betétdalokat.
2006-ban megnyitotta kapuit Fuenlabradában a Josep Carreras Színház (Teatro Josep Carreras de Fuenlabrada). A nyitóünnepségen – természetesen – a színház névadója is részt vett.
Carreras gyakran énekel katalánul is. 1991-ben önálló katalán albumot is kiadott José Carreras Sings Catalan Songs címmel. Híve a katalán függetlenségi törekvéseknek, bár a 2017-es referendum kapcsán, amely kisebb erőszakba torkollott, a békés megoldás szükségességét hangsúlyozta Madrid és Barcelona között. A szavazáson ő maga és mentora, Caballé is a terület függetlensége mellett tette le a voksát. Magát nacionalistának tekinti, de mint a nemzeti elköteleződés értelmében, mivel a szélsőséges törekvéseket elutasítja.

## Operaszerepei
| Cím                              | Szerep                       | Debütálás ideje | Helyszín                  | Szerző                |
| -------------------------------- | ---------------------------- | --------------- | ------------------------- | --------------------- |
| Adriana Lecouvreur               | Maurizio                     | 1972            | Barcelona                 | Cilea, Francesco      |
| Aida                             | Radames                      | 1979            | Salzburg                  | Giuseppe Verdi        |
| Andrea Chénier                   | Andrea Chénier               | 1979            | Barcelona                 | Giordano, Umberto     |
| Un Ballo in Maschera             | Riccardo                     | 1972            | Parma                     | Verdi, Giuseppe       |
| La Battaglia di Legnano          | Arrigo                       |                 |                           | Verdi, Giuseppe       |
| Beatrice di Tenda                | Orombello                    | 1973            | Torinó                    | Bellini, Vincenzo     |
| Bohème, La                       | Rodolfo                      | 1972            | Parma                     | Puccini, Giacomo      |
| Carmen                           | Don José                     | 1982            | Madrid                    | Bizet, Georges        |
| Caterina Cornaro                 | Gerardo                      | 1972            | London                    | Donizetti, Gaetano    |
| Cavalleria Rusticana             | Turiddu                      |                 |                           | Mascagni, Pietro      |
| Corsaro, Il                      | Corrado                      |                 |                           | Verdi, Giuseppe       |
| Cristobál Colón                  | Cristobál                    | 1989            | Barcelona                 | Balada, Leonardo      |
| Don Carlos                       | Don Carlo                    | 1972 & 1977     | Toulouse & Milánó         | Verdi, Giuseppe       |
| Due Foscari, I                   | Jacopo Foscari               |                 |                           | Verdi, Giuseppe       |
| Elisabetta, regina d'Inghilterra | Leicester                    |                 |                           | Rossini, Gioacchino   |
| Elisir d'amore, L'               | Nemorino                     | 1973            | Marseille                 | Donizetti, Gaetano    |
| Faust                            | Siebel                       | 1971            | Barcelona                 | Gounod, Charles       |
| Fedora                           | Loris Ipanoff, Il Conte      | 1992            | Zürich                    | Giordano, Umberto     |
| Forza del Destino, La            | Don Alvaro                   | 1978            | Milánó                    | Verdi, Giuseppe       |
| Gioconda, La                     | Enzo Grimaldo                | 1979            | Genf                      | Amilcare Ponchielli   |
| Giorno di Regno, Un              | Edoardo di Sanval            |                 |                           | Verdi, Giuseppe       |
| Giravolt, El                     |                              | 1972            | Barcelona                 | Toldrá, Eduardo       |
| Giuramento, Il                   | Viscardo di Benvento         | 1974            | Berlin                    | Mercadante, Saverio   |
| Hérodiade                        | Jean                         | 1983            | Barcelona                 | Massenet, Jules       |
| Jéruzsálem                       | Gaston                       | 1975            | Torino                    | Verdi, Giuseppe       |
| Juive, La                        | Eléazar                      | 1981            | Bécs                      | Halévy, Jacques       |
| Lombardi, I                      | Oronte                       | 1971 & 1972     | Párizs & New York         | Verdi, Giuseppe       |
| Lou Salomé                       |                              |                 |                           | Sinopoli, Giuseppe    |
| Lucia di Lammermoor              | Edgardo di Ravenswood        | 1971            | Menorca                   | Donizetti, Gaetano    |
| Lucrezia Borgia                  | Gennaro                      | 1970            | Barcelona                 | Donizetti, Gaetano    |
| Luisa Miller                     | Rodolfo                      | 1972            | Barcelona                 | Verdi, Giuseppe       |
| Macbeth                          | Macduff                      |                 |                           | Verdi, Giuseppe       |
| Madama Butterfly                 | Pinkerton, Benjamin Franklin | 1972            | NYCO                      | Puccini, Giacomo      |
| Manon Lescaut                    | Des Grieux                   |                 |                           | Puccini, Giacomo      |
| Maria Stuarda                    | Roberto Conte di Leicester   | 1971            | London                    | Donizetti, Gaetano    |
| Maruxa                           |                              | 1971            | Madrid                    | Vives, Amadeo         |
| Medea                            | Giasone                      | 1989            | Merida                    | Cherubini, Luigi      |
| Mefistofele                      | Faust                        | 1972            | London                    | Boito, Arrigo         |
| Messa da Requiem                 |                              | 1974            | Toulouse                  | Verdi, Giuseppe       |
| Nabucco                          | Ismaele                      | 1970            | Barcelona                 | Verdi, Giuseppe       |
| Norma                            | Flavio                       | 1970            | Barcelona                 | Vincenzo              |
| Otello                           | Otello                       |                 |                           | Rossini, Gioacchino   |
| Pagliacci, I                     | Canio                        | 1986            | Madrid                    | Leoncavallo, Ruggiero |
| Périchole, La                    | Piquillo                     |                 |                           | Offenbach, Jacques    |
| Pietra del Paragone, La          | Chevalier Giocondo           | 1972            | Alice Tully Hall New York | Rossini, Gioacchino   |
| Poliuto                          | Poliuto                      | 1986            | Bécs                      | Donizetti, Gaetano    |
| Rigoletto                        | Il Duca di Mantova           | 1971            | Barcelona                 | Verdi, Giuseppe       |
| Roberto Devereux                 | Roberto Devereux             | 1977            | Aix-en-Provence           | Donizetti, Gaetano    |
| Rómeó és Júlia                   | Rómeó                        | 1983            | Barcelona                 | Gounod, Charles       |
| Rosenkavalier, Der               | Ein Sänger                   | 1978            | Hamburg                   | Strauss, Richard      |
| Samson et Dalila                 | Samson                       | 1990            | Peralada                  | Saint-Saëns, Camille  |
| Simon Boccanegra                 | Gabriele Adorno              | 1984            | Bécs                      | Verdi, Giuseppe       |
| Sly                              | Sly                          | 1998            | Zürich                    | Wolf-Ferrari, Ermanno |
| South Pacific                    | Emile De Becque              | 1986            |                           | Rodgers, Richard      |
| Stiffelio                        | Stiffelio                    | 1993            | London                    | Verdi, Giuseppe       |
| Thaďs                            | Nicias                       |                 |                           | Massenet, Jules       |
| Tosca                            | Cavaradossi, Mario           | 1973            | NYCO                      | Puccini, Giacomo      |
| Traviata, La                     | Alfredo Germont              | 1971            | Prága                     | Verdi, Giuseppe       |
| Trovatore, Il                    | Manrico                      | 1983            | London                    | Verdi, Giuseppe       |
| Turandot                         | Calàf                        | 1983            | Bécs                      | Puccini, Giacomo      |
| Vida breve, La                   | Paco                         |                 |                           | Falla, Manuel de      |
| Werther                          | Werther                      | 1978            | San Francisco             | Massenet, Jules       |
| West Side Story, The             | Tony                         | 1984            |                           | Bernstein, Leonard    |

## Lemezfelvételei
- Love is José Carreras (1984)
- Sings Andrew Lloyd Webber (1984)
- International songs (1990)
- Peter and wolf (1990)
- Zarzuela (1991)
- Recital de canciones (1991)
- My Barcelona (1992)
- Amigos para siempre (1992)
- Mi otro perfil (1993)
- Zarzuelas (1994)
- Christmas with Carreras (1995)
- Merry Christmas (1995)
- Celebration of Christmas (1996)
- Passion (1996)
- My romance (1997)
- Pure passion (1999)
- A tribute to operetta (1999)
- Love songs from Spain (2000)
- Around the world (2001)
- Italian opera composers (2001)
- Memory and other love songs (2001)
- Misa criolla (2001)
- Pedro y el lobo (2001)
- Herodiade (2001)
- José Carreras sings catalan songs (2001)
- Poliuto (2001)
- La mia canzone (2001)
- The recital (2001)
- Serenata (2001)

## Magyarul megjelent művei
- Lélekből énekelni; ford. Muzsay Ágnes; IPV, Bp., 1990
- Szívből énekelni. Önéletrajz; ford. Reviczky Béla; Eri, Bp., 1996